# Sistema biliare
Il sistema biliare drena la bile prodotta nel fegato dagli epatociti verso la cistifellea per l'immagazzinamento e verso il duodeno per la secrezione intestinale.

## Descrizione
È costituito da vasi che si possono dividere in intra- ed extraepatici. Le vie biliari extraepatiche incominciano con i dotti epatici destro e sinistro che si uniscono nel dotto epatico comune. Quest'ultimo si connette al dotto cistico formando il coledoco che sbocca in duodeno.
Essi traggono la loro origine a livello dell'ilo (porta) del fegato, luogo nel quale tutti i vasi e i dotti penetrano nell'organo; si formano dalla coalescenza di capillari e dotti biliari intraepatici che finiscono col formare due radici biliari nell'ilo, quella di destra e quella di sinistra, e quindi il dotto epatico comune lungo 2–3 cm e del diametro di circa 5 mm. Questo condotto appena emerso dal fegato si unisce al dotto cistico, che drena la cistifellea, e forma un unico dotto escretore, il coledoco.
Il coledoco che raccoglie tutte le vie biliari (epatica e cistica) è lungo circa 4–5 cm e di 6 mm di calibro, esso corre nel legamento duodenoepatico, passa dietro la testa del pancreas e davanti alla vena cava, poi attraversa trasversalmente lo spessore della parete duodenale dove si unisce con il dotto pancreatico e sbocca nella papilla duodenale maggiore, piccola rilevazione con foro centrale della mucosa del duodeno discendente.
Nel tratto terminale si affianca al coledoco il dotto pancreatico, col quale può riunirsi a breve distanza dallo sbocco, ma numerose sono le varianti anatomiche:
- unico sfintere, unica papilla, unico dotto (ampolla epatopancreatica)
- unico sfintere, unica papilla, unico dotto sepimentato
- unico sfintere, unica papilla, due dotti (ampolla bipartita)
- unico sfintere, due papille (papilla bipartita)
- doppio sfintere.

La papilla e l'ampolla son dette del Vater, dal nome dell'anatomista tedesco Abraham Vater (1684-1751).
Avremo quindi l'ampolla del Vater e la papilla del Vater, tubercolo raccolto in una borsa della mucosa duodenale detta tubercolo del Vater.

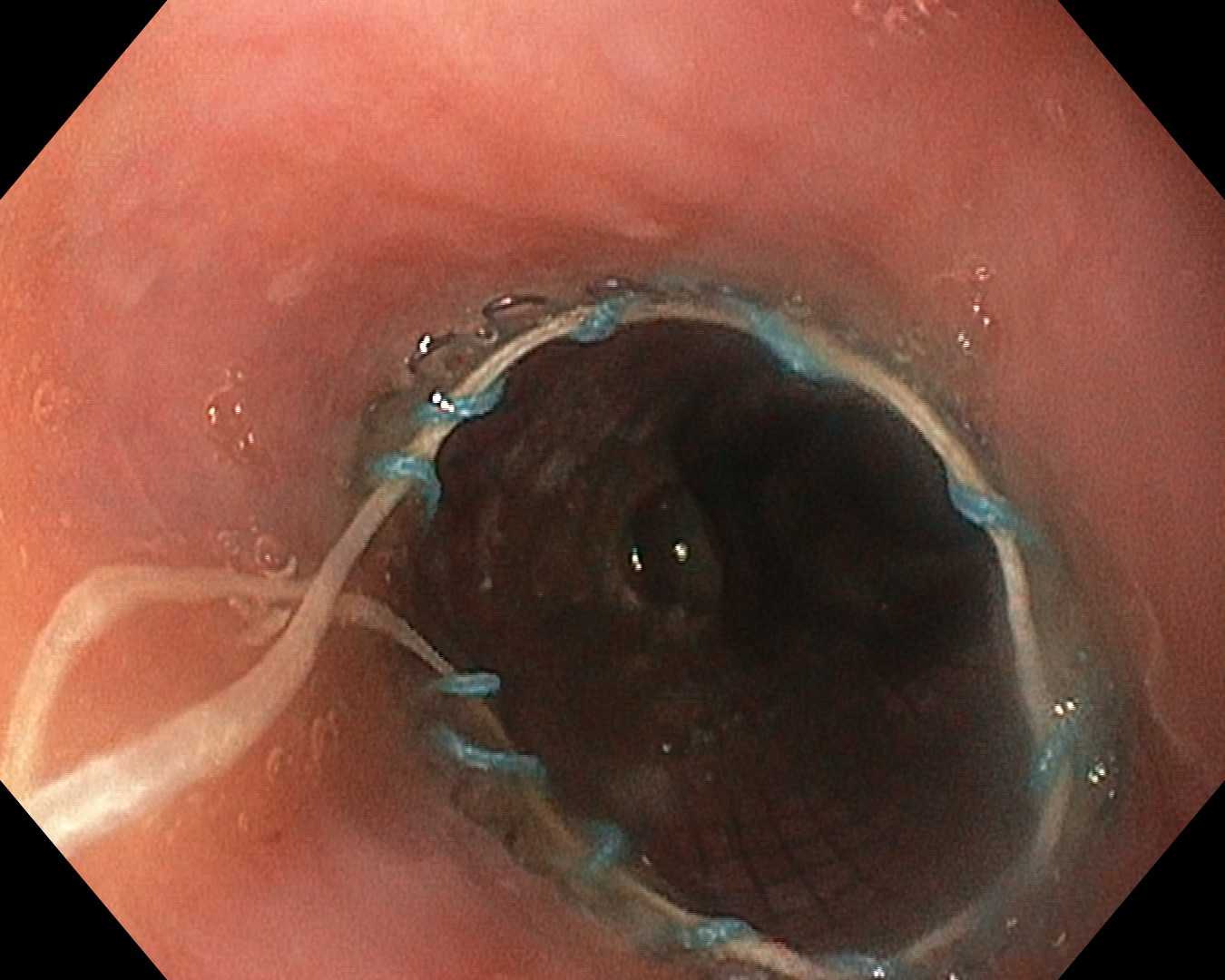
Protesi biliare autoespandibile

Lo sfintere è invece chiamato sfintere di Oddi o del Glisson, dai nomi dell'anatomista e chirurgo italiano Ruggero Oddi (1864-1913) e del britannico Francis Glisson (1597-1677).